# Peukert-Gleichung
Die Peukert-Gleichung, benannt nach Wilhelm Peukert, der sie 1897 nach Versuchen an Bleiakkumulatoren aufstellte, beschreibt das Speichervermögen von Primär- oder Sekundärzellen (Batterien und Akkumulatoren) in Abhängigkeit vom Entladestrom: je höher der Entladestrom (Entladung pro Zeitspanne; englisch discharge rate), desto weniger elektrische Energie (Kapazität der Zelle mal ihre Spannung) kann entnommen werden. Dieser Effekt wird auch Peukert-Effekt oder englisch rate-capacity effect genannt und beschreibt in einem begrenzten Bereich näherungsweise die Abweichung der Realität von den theoretischen bzw. idealisierten Vorhersagen.
Die Peukert-Formel ist eine phänomenologische Näherungsformel, d. h. eine mathematische Ausgleichungsrechnung von Messwerten. Die physikalischen Gründe des Effekts, nämlich die zunehmenden Verluste am Innenwiderstand der Zelle sowie die begrenzte Geschwindigkeit der elektrochemischen Prozesse und Ladungstransportvorgänge im Zellinneren, werden nicht beschrieben.
Neben dem Entladestrom beeinflussen in der Realität weitere Einflussgrößen das Ladungs-Speichervermögen eines Akkumulators, z. B. die Temperatur, Alterungseffekte, der Recovery-Effekt usw.

## Beispiel

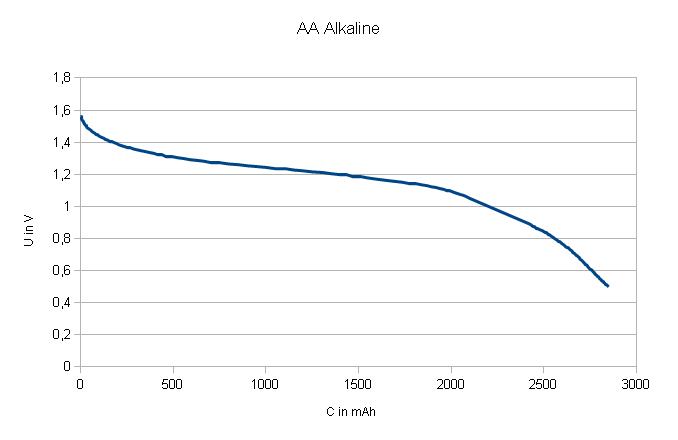
Abbildung 1: Spannungs-Kapazitätskurve bei mäßiger Last von 100 mW (ca. 0,03 C).
Bei dieser Darstellung des Entladevorgangs entspricht die Energie, die der Batterie entnommen wird, der Fläche unter der Kurve.

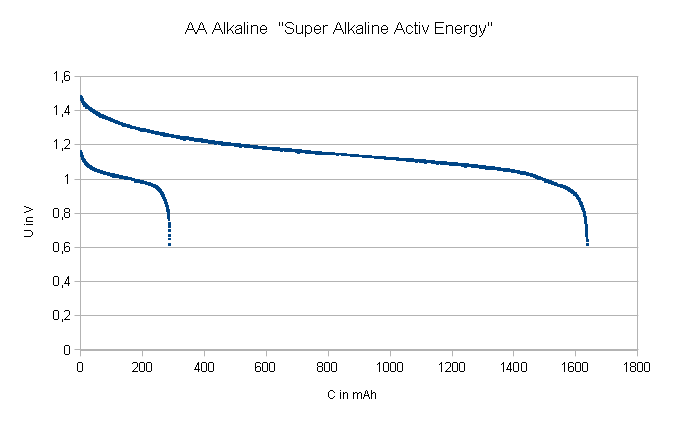
Abbildung 2: Spannungs-Kapazitätskurve bei stärkerer Last von ca. 300 mW (ca. 0,1 C).
Achtung: die x-Achse ist anders skaliert als in Abb. 1

Eine marktübliche Alkali-Batterie der Baugröße AA besitzt bei einer Belastung von 100 mW eine Kapazität von fast 3000 mAh (die an der Last anfallende Leistung wird aufgrund der bekannten Batteriespannung als Maß für den Entladestrom der Batterie verwendet).
Bei dreifacher Belastung von ca. 300 mW (d. h. bei dreifachem Entladestrom) verringert sich die Kapazität auf unter 1800 mAh, d. h. auf fast 60 % (vgl. Abb. 2). Dafür regeneriert sich die Batterie nach kurzer Zeit, um nochmals fast 10 % der Ausgangskapazität zu liefern (untere Kurve im zweiten Diagramm).
Für NiMH-Akkus ist der Effekt deutlich schwächer (Peukert-Zahl nahe 1, s. u.).

## Die Gleichung
Die Peukert-Gleichung lautet (für Bleiakkus mit hohen Strömen, d. h. im Ampere-Bereich {\displaystyle I_{\mathrm {N} }\geq 1\,\mathrm {A} }, s. u.):
{\displaystyle {\begin{aligned}t&={\frac {C_{p}}{I^{k}}}\cdot (1\,\mathrm {A} )^{k-1}\\\Leftrightarrow t\cdot I&=C_{p}\cdot \left({\frac {1\,\mathrm {A} }{I}}\right)^{k-1}=f(I)\end{aligned}}}
mit
- {\displaystyle t} ist die Zeit in Stunden, bis der Akkumulator entladen ist
- {\displaystyle C_{p}} (die Peukert-Kapazität) ist das Ladungs-Speichervermögen in Ah bei einem Entladestrom von 1 A: {\displaystyle C_{p}=C_{\mathrm {N} }(I_{\mathrm {N} }=1\mathrm {A} )}
- {\displaystyle I} ist der tatsächliche Entladestrom in Ampere
- {\displaystyle k\geq 1} ist die dimensionslose Peukert-Zahl, auch Peukert-Exponent genannt (s. u.)
- {\displaystyle (1\,\mathrm {A} )^{k-1}} ist der Korrekturterm für die Einheit Ampere
- {\displaystyle t\cdot I} ist das Ladungs-Speichervermögen in Ah bei einem Entladestrom {\displaystyle I\neq 1\,\mathrm {A} }.

Meistens wird vom Hersteller im Datenblatt des Akkumulators allerdings nicht das Ladungsspeichervermögen {\displaystyle C_{p}} bei einem Entladestrom von 1 A angegeben, sondern das Ladungsspeichervermögen {\displaystyle C_{\mathrm {N} }} bei einem Normal- bzw. Nominal-Entladestrom {\displaystyle I_{\mathrm {N} }}, der im Allgemeinen von 1 A abweichen kann: {\displaystyle I_{\mathrm {N} }\neq 1\,\mathrm {A} }. Um in diesem Fall die Zeit {\displaystyle t} zu berechnen, bis der Akkumulator bei einem tatsächlichen Entladestrom {\displaystyle I\neq I_{\mathrm {N} }} entladen ist, ist folgende allgemeinere Gleichung zu verwenden:
{\displaystyle {\begin{aligned}t&={\frac {C_{\mathrm {N} }}{I^{k}}}\cdot \left(I_{\mathrm {N} }\right)^{k-1}\\\Leftrightarrow t\cdot I&=C_{\mathrm {N} }\cdot \left({\frac {I_{\mathrm {N} }}{I}}\right)^{k-1}=f(I)\end{aligned}}}

### Gültigkeitsbereich
Der Gültigkeitsbereich der Peukert-Formel ist begrenzt, da die Berechnung beider Extremfälle vom tatsächlichen Verhalten eines Akkumulators abweicht:
- bei größer werdenden Entladeströmen gibt es keinen Grenzwert; jeder beliebige Entladestrom kann lt. Formel entnommen werden, wenn auch nur kurz
- bei kleiner werdenden Entladeströmen steigt die berechnete Ladungsmenge {\displaystyle t\cdot I} stetig und überschreitet bei genügend kleinen Strömen die durch den Ladevorgang eingespeicherte Ladungsmenge.

### Peukert-Zahl
| Zellentyp           | Peukert-Zahl {\displaystyle k}           |
| ------------------- | ---------------------------------------- |
| Alkali-Batterie     | ca. 1,45 (bei den oben gezeigten Kurven) |
| Bleiakkumulator     | 1,1 bis 1,3                              |
| NiMH-Akku           | ca. 1,09                                 |
| idealer Akkumulator | = 1,00 (s. u.)                           |

Mit zunehmendem Alter eines Akkumulators steigt die Peukert-Zahl in der Regel an, der negative Effekt wird also größer.

### Idealisierter Fall
Für einen idealen Akkumulator ist die Peukert-Zahl gleich 1, d. h. das Ladungsspeichervermögen ist unabhängig vom Entladestrom:
{\displaystyle k=1\Rightarrow t\cdot I=C_{\mathrm {N} }\neq f(I)}
In diesem Fall geht die Peukert-Gleichung über in die Gleichung
{\displaystyle \Leftrightarrow t\cdot I=Q},
die den Zusammenhang zwischen elektrischer Ladung {\displaystyle Q} und elektrischem Strom {\displaystyle I} im einfachsten Fall beschreibt.

## Praktische Auswirkungen
Bei Akkumulatoren steigt durch geringere Strombelastung (bzw. höhere Zellkapazität bei gleicher Belastung) neben der entnehmbaren Energiemenge auch die Lebensdauer, damit sinken die Betriebskosten.
Primärzellen, die bei Anwendungen mit hoher Strombelastung als entladen gelten (z. B. mechanisches Spielzeug), können mit geringeren Belastungen (z. B. in Uhren) oft noch lange weiter genutzt werden.